# Djamuqa
Djamuqa fou cap de la tribu dels djadjirat, una tribu mongola vers 1175-1204/1208
Vers 1175/1180 Temudjin (el futur Genguis Kan) fou sorprès per una banda de mongols markit i encara que va poder escapar, la seva dona Borte va ser feta presonera; llavors va obtenir l'ajut de Djamuqa dels djadjirat i de Togrul Khan dels kerait, i els markit foren derrotats a la vora del Bu'ura, afluent del Selenga i van haver d'entregar a la presonera.
Temudjin i Djamuqa es van fer "germans jurats" (anda), però després es van barallar. Tots dos aspiraven a ser gran kan i refer l'antiga reialesa en profit propi. Després d'un any de pasturar a la zona de Qorgunaq Djubur a l'Onon, es van separar i Temudjin va anar cap a la muntanya i Djamuqa cap al riu.
Vers el 1201 Wang Khan dels kerait actuava encara com a príncep principal de Mongòlia amb Genguis Kan dels mongols com a vassall fidel; contra aquesta preeminència es va aixecar el cap dels djadjirat, Djamuqa, i en el seu partit van entrar alguns clans mongols hostils a Genguis Kan i a Wang Khan, els tayitchi'ut, els qongirat, els iqiräs, els qörlas, els dörben, els qataqin, els sadji'ut, els markit, els oirat, els naiman i els tàtar; aquestes tribus reunides en assemblea (en gran kurialti) el 1201 a Alqui-bula, a la vora de l'Argun (curs inferior del Kerulen), van proclamar gurkhan (kan universal o emperador) de Mongòlia a Djamuqa.
La batalla decisiva es va lliurar a Koyitan. Genguis Kan va rebre la decisiva ajuda de Wang Khan. Djamuqa es va haver de retirar cap al baix Argun.
Genguis Kan i Wang Khan es van enfrontar el 1202 quan el primer va demanar la mà de la princesa Tcha'ur-baqi, filla de Wang Khan, per al seu fill Djoci, però li fou refusada. Ilqa o Nilqa Sangun va aconsellar al seu Wang Khan de donar suport a la coalició formada per Djamuqa, que després de la seva derrota s'havia refugiat amb el kan kerait pels lligams que tenia precisament amb Ilqa. A aquest grup es va unir Altan-otchigin, l'hereu legítim de la reialesa que l'havia renunciat a favor de Genguis Kan. El 1203 es va produir la ruptura entre mongols propis i els kerait. Genguis fou convidat a una reunió de reconciliació on havia de ser capturat, però la trampa fou descoberta i Genguis Kan se'n va escapar. El kerait i els seus aliats va iniciar llavors un atac, Genguis Kan es va haver de retirar podent arribar al territori dels qongirat, la tribu de la seva dona. La coalició formada per Djamuqa es va dissoldre (estiu del 2003) i a la tardor Genguis Kan va sortir del Baldjuna cap a l'Onon per iniciar l'ofensiva, i va derrotar els kerait a la muntanya Djedje'er-undur entre les fonts del Tula i del Kerulen. Wang Khan i el seu fill Ilqa Sangun van fugir cap a l'oest al país dels naiman (Wang Khan i fou mort accidentalment al no ser reconegut) i els kerait es van sotmetre a Genguis Kan i foren repartits entre les diverses tribus mongoles.
L'únic poder important que restava, una vegada els kerait sotmesos als mongols, eren els naiman, que tenien com a kan principal a Tayang, que dominaven la Mongòlia occidental (Genguis Kan dominava la Mongòlia oriental). Tots els enemics de les guerres anteriors es van unir a Tayang, com el cap djadjirat Djamouqa, el markit Toqto'a-baqi, el oirat Qutuqa-baqi, i elements de les tribus dorben, qataqin, tàtar, saldji'ut, i un dels clans del kerait. Derrotats també al riu Altai-su el gros del poble naiman es va sotmetre a Genguis. El Yuanshi assegura que Kutchlug (fill de Tayang) i el príncep naiman Buyurug (germà de Tayang) van dirigir la resistència, i que Toqto'a-baki dels markit i Djamuqa dels djadjirat hi participaven en la zona de l'alt Irtix a la vora del llac Zaissan i les muntanyes Ulug tagh (és a dir a la zona muntanyosa entre l'Altai siberià, el Tarbagatai i les muntanyes Tchingiz), però que tots quatre van morir un darrere l'altra: Buyurug fou sorprès mentre casava a les muntanyes Ulug Tagh; el 1208 Genguis Kan va anar en persona a la zona de l'Irtix i pel camí se li va sotmetre el cap oirat Qutuqa-baki, que es va unir a Genguis i li va fer de guia i Kutchlug i Toqto'a foren atacats a la vora de l'Irtix i derrotats; el segon va morir en la lluita i el primer va aconseguir fugir a territori kara khitai; Djamuqa, que portava una vida de cap de proscrits esdevinguts bandits, fou entregat pels seus propis homes. Com que Genguis Kan i Djamuqa eren germans jurats (anda) aquest darrer fou executat a la manera dels prínceps, és a dir sense vessar la seva sang, ja que segons la religió dels xamans, l'ànima d'un home estava a la sang i si es vessava l'ànima s'escapava.